# Leopold Hans Giller
Leopold Hans Giller (* 14. November 1881 in Ober-Jastrzemb (Oberschlesien); † 27. April 1961 in Eschwege) war ein deutscher Unternehmer und Abgeordneter des Provinziallandtages der preußischen Provinz Hessen-Nassau.

## Leben
Leopold Hans Giller wurde als Sohn des Lehrers Franz Giller und dessen Gemahlin Florentine Siegel geboren. Nach seiner Schulausbildung erlernte er in Rybnik den Beruf des Schlossers und arbeitete nach seiner Gesellenprüfung im Jahre 1889 auf verschiedenen Gruben  Oberschlesiens.  Er wurde Elektriker bei der Firma Siemens-Schuckert und war am Bau der Kraftwerke Eschwege und Niederhone beteiligt. 1913 gründete er in Eschwege eine Elektro-Firma. Giller musste von 1915 bis 1918 Kriegsdienst leisten. 1920 machte er seine Meisterprüfung als Elektroinstallateur und wurde später Obermeister der Elektro-Klempnerinnung der Kreise Eschwege und Witzenhausen. Er betätigte sich politisch, trat der Wirtschaftspartei bei  und erhielt 1930 ein Mandat für den Kurhessischen Kommunallandtag des preußischen Regierungsbezirks Kassel, aus dessen Mitte er zum Abgeordneten des Provinziallandtages der Provinz Hessen-Nassau bestimmt wurde. Er blieb bis 1932 in den Parlamenten. Während des Krieges war er als Gruppenführer bei der Technischen Nothilfe eingesetzt. Er trat Anfang der 1950er Jahre der FDP bei und wurde Stadtverordneter in Eschwege.
Giller war auch Mitglied des Vorstandes der Kreissparkasse Eschwege.

## Ehrungen
- 1951 Ernennung zum Ehrenobermeister der Elektroinnung des Kreises Eschwege